# Ophryotrocha hartmanni
Ophryotrocha hartmanni är en ringmaskart som beskrevs av Ernst Huth 1933. Ophryotrocha hartmanni ingår i släktet Ophryotrocha och familjen Dorvilleidae. Arten är reproducerande i Sverige. Utöver nominatformen finns också underarten O. h. medicea.